# Landtagswahlkreis Neckarsulm
Der Wahlkreis Neckarsulm (Wahlkreis 20) ist ein Landtagswahlkreis in Baden-Württemberg. Er umfasst seit der Landtagswahl 2011 die Gemeinden Bad Friedrichshall, Bad Wimpfen, Eberstadt, Ellhofen, Erlenbach, Gundelsheim, Hardthausen am Kocher, Jagsthausen, Langenbrettach, Lehrensteinsfeld, Löwenstein, Möckmühl, Neckarsulm, Neudenau, Neuenstadt am Kocher, Obersulm, Oedheim, Offenau, Roigheim, Untereisesheim, Weinsberg, Widdern und Wüstenrot aus dem Landkreis Heilbronn.
Die Grenzen der Landtagswahlkreise wurden nach der Kreisgebietsreform von 1973 zur Landtagswahl 1976 grundlegend neu zugeschnitten und seitdem nur punktuell geändert. Der Wahlkreis Neckarsulm, der im Wesentlichen ab 1976 den früheren Wahlkreis Heilbronn-Land I ersetzte, blieb bis zur Landtagswahl 2001 zunächst unverändert. Vor der Wahl 2006 wurde die Gemeinde Erlenbach dem benachbarten Wahlkreis Heilbronn zugeordnet, da dessen Bevölkerungszahl gegenüber dem Durchschnitt zu stark nach unten abwich. Diese Änderung erwies sich jedoch im Hinblick auf die weitere Bevölkerungsentwicklung als unzureichend. Seit der Landtagswahl 2011 wurde daher eine umfassende Änderung vorgenommen, die neben dem Wahlkreis Heilbronn auch den Wahlkreis Eppingen als größeren der beiden Wahlkreise des Landkreises Heilbronn umfasst. Die Gemeinde Erlenbach wird in diesem Zuge wieder dem Wahlkreis Neckarsulm zugeordnet, gemäß Stellungnahme des Innenministeriums „um zu vermeiden, dass dem Wahlkreis 18 Heilbronn Gemeinden aus zwei anderen Wahlkreisen zugeordnet werden“.

## Wahl 2021
Die Landtagswahl 2021 hatte im Wahlkreis Neckarsulm dieses Ergebnis:
| Direktkandidat   | Partei       | Stimmen in % | Landtagswahl 2016 Stimmen in % |
| ---------------- | ------------ | ------------ | ------------------------------ |
| Isabell Huber    | CDU          | 25,0         | 25,8                           |
| Armin Waldbüßer  | GRÜNE        | 27,4         | 23,8                           |
| Carola Wolle     | AfD          | 13,9         | 18,7                           |
| Klaus Ranger     | SPD          | 12,7         | 17,6                           |
| Alexander Hampo  | FDP          | 9,9          | 8,1                            |
| Jasmin Ellsässer | LINKE        | 3,0          | 2,5                            |
| Bernhard Vogel   | ÖDP          | 0,8          | 0,9                            |
| Jürgen Braun     | Freie Wähler | 3,1          | –                              |
| Daniel Kollmus   | Die PARTEI   | 1,8          | –                              |
| Bernhard Möhler  | dieBasis     | 0,9          | –                              |
| Andreas Zwickl   | Volt         | 0,5          | –                              |
| Saskia Otto      | WiR2020      | 1,0          | –                              |

## Wahl 2016
Bei der Landtagswahl 2016 am 13. März 2016 traten folgende Kandidaten an:
| Direktkandidat        | Partei   | Landtagswahl 2016 Stimmen in % | Landtagswahl 2011 Stimmen in % |
| --------------------- | -------- | ------------------------------ | ------------------------------ |
| Bernhard Lasotta      | CDU      | 25,8                           | 40,7                           |
| Armin Waldbüßer       | GRÜNE    | 23,8                           | 19,1                           |
| Reinhold Gall         | SPD      | 17,6                           | 25,9                           |
| Harald Zeplin         | FDP      | 8,1                            | 4,7                            |
| Johannes Müllerschön  | LINKE    | 2,5                            | 2,6                            |
| Marion Gensmantel     | REP      | 0,4                            | 1,4                            |
| Heiko Köhler          | NPD      | 0,8                            | 1,8                            |
| Bernhard Wolfram Keil | ÖDP      | 0,9                            | 0,6                            |
| Karl Heinz Möhling    | ALFA     | 1,3                            | —                              |
| Carola Wolle          | AfD      | 18,7                           | —                              |
| —                     | Sonstige | —                              | 3,1                            |

Der Inhaber der Erstmandats Bernhard Lasotta (CDU) verstarb am 11. Januar 2019. Für ihn rückte die Ersatzbewerberin Isabell Huber nach.

## Wahl 2011
Bei der Landtagswahl 2011 am 27. März 2011 kandidieren folgende Parteien und Personen:
| Direktkandidat   | Partei          | Stimmen in % | Landtagswahl 2006 Stimmen in % |
| ---------------- | --------------- | ------------ | ------------------------------ |
| Bernhard Lasotta | CDU             | 40,7         | 46,8                           |
| Reinhold Gall    | SPD             | 25,9         | 28,2                           |
| Horst Strümann   | GRÜNE           | 19,1         | 07,0                           |
| Gerald Friebe    | FDP             | 04,7         | 08,6                           |
| Ralf Ritter      | LINKE           | 02,6         | WASG: 2,6                      |
| Martin Mohr      | PIRATEN         | 02,1         | —                              |
| Marcel Müller    | NPD             | 01,8         | 01,6                           |
| Ulrich Deuschle  | REP             | 01,4         | 03,2                           |
| Harald Feix      | ÖDP             | 00,6         | 00,4                           |
| Rolf Dreischer   | Volksabstimmung | 00,6         | —                              |
| Yilmaz Kocak     | BIG             | 00,4         | —                              |
| —                | Sonstige        | —            | 01,5                           |

## Wahl 2006
Die Landtagswahl 2006 hatte folgendes Ergebnis:
| Direktkandidat       | Partei   | Stimmen in % | Landtagswahl 2001 Stimmen in % |
| -------------------- | -------- | ------------ | ------------------------------ |
| Bernhard Lasotta     | CDU      | 46,4         | 43,3                           |
| Reinhold Gall        | SPD      | 28,4         | 34,5                           |
| Jochen Heisig        | FDP      | 08,6         | 08,5                           |
| Horst Strümann       | GRÜNE    | 07,1         | 05,6                           |
| Johannes Müllerschön | WASG     | 03,6         | —                              |
| Alfred Dagenbach     | REP      | 03,3         | 06,4                           |
| Raik Strohfeldt      | NPD      | 01,6         | 00,4                           |
| Harald Feix          | ödp      | 00,4         | 00,6                           |
| —                    | Sonstige | 01,6         | 00,8                           |

## Wahlen und Abgeordnete seit 1976
Bei den Landtagswahlen in Baden-Württemberg hat jeder Wähler nur eine Stimme, mit der sowohl der Direktkandidat als auch die Gesamtzahl der Sitze einer Partei im Landtag ermittelt werden. Dabei gibt es keine Landes- oder Bezirkslisten, stattdessen werden zur Herstellung des Verhältnisausgleichs unterlegenen Wahlkreisbewerbern Zweitmandate zugeteilt.
Den Wahlkreis Neckarsulm vertraten seit 1976 folgende Abgeordnete im Landtag:
| Partei | Art des Mandats | Gewählte |
| ------ | --------------- | --- |
| CDU    | Erstmandat      | Hermann Mühlbeyer 1976, 1980, 1984, 1988, 1992, 1996 Bernhard Lasotta 2001, 2006, 2011, 2016, † 11. Januar 2019 Isabell Huber nachgerückt 2019 |
| CDU    | Zweitmandat     | Isabell Huber 2021 |
| SPD    | Zweitmandat     | Alfred Schöffler 1984, 1988, 1992, 1996 Reinhold Gall 2001, 2006, 2011, 2016 Klaus Ranger 2021                                                 |
| REP    | Zweitmandat     | Alfred Dagenbach 1996 |
| AfD    | Zweitmandat     | Carola Wolle 2016, 2021 |
| Grüne  | Erstmandat      | Armin Waldbüßer 2021 |